# 제이슨 라이블리
제이슨 라이블리(Jason Lively, 1968년 3월 12일 ~ )는 미국의 배우이다.

## 출연 작품
- 맥시멈 포스 (1992)
- 건스모크 3 (1992)
- 로큰롤 하이 스쿨 포에버 (1991)
- 먼데이 모닝 (1990)
- 나이트 크리프스 (1986)
- 휴가 대소동 - 유럽 (1985)
- 브레인스톰 (1983)
- 해저드 마을의 듀크 가족 (1979)